# Peter Frank (Komponist)
Peter Frank (* 8. Juni 1963 in Hannover) ist ein deutscher Sänger, Entertainer und Komponist.

## Leben
Er studierte an der Hochschule für Musik und Theater Hannover mit den Abschlüssen Schulmusik, Gesangslehrer- und Operndiplom.
Der Gesangsunterricht bei Marie-Louise Gilles während des Schulmusikstudiums an der Musikhochschule in Hannover führte zu dem Entschluss, die berufliche Laufbahn als Opern- und Konzertsänger einzuschlagen. Noch als Student erhielt er in der Spielzeit 1988/89 seinen ersten Gastvertrag am Oldenburgischen Staatstheater als „Morales“ in der Oper Carmen von Georges Bizet. Es folgten weitere Rollen (u. a. „Papageno“ in einer Zauberflöte für Kinder) bis zur Spielzeit 1991/92 am selben Haus.
Im festen Engagement am Brandenburger Theater (1992/93–1998/99), eines Drei-Sparten-Theaters, konnte er sich verschiedene Hauptpartien seines Fachs im Bereich Oper, Operette und Musical erarbeiten und wirkte bei Operngala-Programmen und Konzerten (Orchesterlieder von Gustav Mahler u. a.) mit.
Seine gesangspädagogische Tätigkeit führte ihn an die Musikhochschulen in Hannover (1995–2004) und Würzburg (seit 2004), sowie an das Landestheater Coburg (seit 2009).
Als Konzertsänger tourte er mit Liedprogrammen und Oratorien durch Europa und die USA und wirkte bei Rundfunk- und CD-Produktionen mit, u. a. unter Philippe Herreweghe, Simon Preston und George Alexander Albrecht (EMI-Classics, THOROFON, Teldec).
In seiner seit 1999 andauernden freiberuflichen Tätigkeit sang er bei Opernproduktionen (z. B. Zauberflöte und Carmen beim Internationalen Musikfestival Chiemgau 1999/2000, Die Lustigen Weiber beim deutsch-französischen Musikforum Bayreuth 2004), spielte den „Faust“ in der Weimarer Musicalproduktion Mephisto 2003 und produzierte und spielte 2004/2005 in Weimar die musikalische Komödie Babytalk (Lund/Zaufke).
2006 gelangte sein erstes Musical Der Graf von Gleichen (Libretto: Dirk Schattner) zur Uraufführung, für das er als Komponist, Hauptdarsteller und Co-Produzent verantwortlich zeichnete und das zu einem großen Erfolg in Thüringen wurde.
2013 komponierte er das spirituelle Musical „Jesus-ganz.nah.dran“ (Libretto: Felix Leibrock) und dirigierte auch die Uraufführung in der Lutherkirche Apolda.
2015 erschien sein erstes Solo-Album „Neues Leben“.